# Opsiphanes quirinus
Opsiphanes quirinus är en fjärilsart som beskrevs av Frederick DuCane Godman och Osbert Salvin 1881 . Opsiphanes quirinus ingår i släktet Opsiphanes och familjen praktfjärilar. Inga underarter finns listade i Catalogue of Life.